# Cantón Girón
Girón es un Cantón  que se encuentra a 36 km de La Ciudad De Cuenca , Capital del Azuay es un lugar turístico por la chorrera y la Laguna de Zhogra  

## Ubicación
36 km al sur de la capital provincial, Cuenca.
El cantón ubicado al Sur de la provincia del Azuay también sobresale por su devoción al Señor de Girón conocido también como el Señor de las Aguas. La imagen del Cristo crucificado se encuentra en el altar mayor de la iglesia matriz ubicada en el centro cantonal.
Según la historia, el nombre del cantón se lo dio el capitán español Francisco Hernández Girón a su paso en 1534. Además de que fue ocupado por una cultura conocida con el nombre “Leoquina” que en lengua cañarí significa “laguna de la culebra o culebra escondida en la laguna” que hace relación a la laguna de Busa que hoy pertenece al vecino cantón San Fernando.

## Historia
En sus inicios, Girón fue ocupado por una cultura conocida con el nombre de "Leoquina", que en lengua cañari quiere decir "laguna de la culebra o culebra escondida en la laguna", según el Padre Pedro Arias Dávila (Relaciones Geográficas de la Indias), posiblemente esta culebra estaba escondida en la que actualmente es la laguna de Busa y que hoy pertenece al Cantón San Fernando. En la época Incásica se le conocía con el nombre de Pacaybamba, por existir en esas tierras grandes llanuras de paycas (árboles de guabos).
Las cascadas
A 2.500 metros de altura sobre el nivel del mar se ubica el parador turístico El Chorro que se caracteriza por las cascadas. Al llegar, a la primera cascada que se observa tiene un alto de 105 metros, la segunda ubicada a hora y media aproximadamente de caminata subiendo la montaña, tiene 300 metros, y la tercera, a cuatro horas de caminata, tiene 20 metros, según Andrés Illescas, presidente de la organización comunitaria que administra desde hace siete meses el lugar.
Illescas dijo que en la primera cascada se encuentra una poza para que los visitantes ingresen y reciban las aguas que para muchos, son medicinales. Aquí también se observa una variedad de aves como: azulejos, mirlos, burriones, pavas del monte, entre otras especies que se complementa con una abundante flora. 
Casa de los Tratados
En la intersección de las calles Bolívar y Córdova se ubica el Museo de la Casa de los Tratados que acogió a los representantes de los ejércitos de la Gran Colombia y Perú, que firmaron el 28 de febrero de 1829 el acuerdo de paz que constó de 17 artículos aprobado y ratificado el 1 de marzo del mismo año por los mariscales Antonio José de Sucre y José Lamar. 
Aída Abril, administradora del lugar y autora de una serie de artículos sobre el tema, recordó que en 1975 se inició la restauración de la Casa de los Tratados que concluyó el 20 de febrero de 1977 al conmemorarse los 148 años de la gesta histórica.
Dulce de Achira
Al caminar por las calles Antonio Flor, Álvarez, Tres de Noviembre, entre otras se siente el aroma del dulce de almidón de achira que sale de los hornos de leña de diferentes casas y locales del sector.
Rosa Yunga, propietaria de una humilde vivienda ubicada en la calle Álvarez entre Tres de Noviembre y Bolívar, dijo que en los últimos años se ha perdido la tradición de elaborar el dulce de almidón de achira porque es poco el cultivo de la planta en los terrenos. Indicó que este dulce es característico de Girón que se elabora con miel, canela, mantequilla y otros secretos.

## Toponimia
El nombre de Girón lo dio el Capitán Francisco Hernández Girón a su paso por ella en el año de 1534. No se conoce la fecha exacta de la fundación pues los documentos han desaparecido.

## Demografía
Según las estadísticas de INEC para el año 2010 la población de Girón es la siguiente:
- Hombres: 5777 habitantes
- Mujeres: 6830 habitantes
- Total:   12607 habitantes

## División política
Girón se divide en una parroquia urbana y dos rurales:

### Parroquia urbana
- Girón

### Parroquias rurales
- La Asunción
- San Gerardo

## Clima
Su clima es variado desde el tropical en las zonas bajas hasta el frío en los páramos, así en las cercanías del Nudo de Portete - Tinajillas, hay valles subtropicales con 21 °C de temperatura y 500 mm de precipitación como es el caso de la Asunción y páramos con 8 °C y 2000 mm de precipitaciones sobre los cerros: Sombrerera, Huagrín, etc. Existen dos estaciones bien marcadas el invierno de enero a mayo y el verano de junio a diciembre esto es el clina del cantón giron..

## Fiestas
- Batalla del Portete de Tarqui - 27 de febrero
- Cantonización - 25 de junio
- Fiestas en Honor al señor de Giron - octubre y noviembre

El Señor de Girón 
La imagen del Señor de Girón es lo primero que se observa al ingresar a la iglesia matriz. Aquí los devotos llegan a agradecerle por los diferentes milagros, especialmente por hacer que los migrantes lleguen a su destino a pesar de las dificultades de atravesar las fronteras.
En la parte alta de la puerta de ingreso al templo se encuentra un museo que se creó para guardar las diferentes túnicas que se han utilizado con el paso de los años en las festividades que se realizan a fines de octubre e inicios de noviembre.
También son conocidas vulgarmente como "La fiesta de los toros" ya que en estas fiestas se suelen sacrificar toros para el entretenemiento de la gente.